# Arara Vermelha (filme)
Arara Vermelha é um filme de aventura brasileiro de 1957, dirigido por Tom Payne (que faz uma figuração como garimpeiro) e produzido por Fernando de Barros e Mário Marinho (pseudônimo de Mário Audrá) para a Unifilmes . O roteiro do diretor adapta romance homônimo de autoria de José Mauro de Vasconcelos. A música teve composição e regência de Rafael Puglieli. Música-tema "Peixe Fisgado" de Nazareno de Brito e Luiz Bittencourt, Anita Otero (que aparece cantando), Delmiro Barrella e Festa de Aruanã com Escola de Dança Folclórica de Fernanda Conde (coreografia de Domingos Campos). Alfredo Palácios foi creditado como "produtor executivo", Glauco Mirko Laurelli como "Assistente de Direção" e Ary Fernandes e Carlos Miranda como "assistentes de produção". Apesar da história se passar na Amazônia, o filme foi gravado nos Estúdios Jaçanã, na cidade de São Paulo, incluindo cenas de documentários provavelmente do Serviço de Proteção ao Índio. Produzido pela Cinematográfica Maristela e distribuído pela  Columbia Pictures.

## Sinopse
Num garimpo de diamante às margens de rios nas selvas do Pará, de propriedade do impiedoso Camura, um dos garimpeiros chamado Daniel tenta roubar um valioso diamante que encontrou mas é descoberto e preso pelo Tenente Luís. Camura vê a joia e a apelida de "Arara Vermelha", por causa de seu brilho azul e vermelho que lembra aquela ave da Amazônia. O Tenente fica com a pedra como prova do delito. Mas ele deve uma grande quantia de jogatina e a amante, Sá Lua, está grávida. Ele resolve fazer um acordo com Daniel e os dois fogem para Belém, descendo de canoa os selvagens rios da região. Mas são forçados a levar também Sá Lua e Tilde, outra amante do Tenente e que o chantageia para fugir com ele. Camura pede auxílio para o mestiço índio Kanau para perseguir o quarteto foragido. Mas quando Kanau encontra os fugitivos rio abaixo, propõe matar Camura e dividir o dinheiro da joia com os demais. Sem alternativa, o Tenente aceita a proposta mas não confia no mestiço. Daniel também não se conforma em dividir o diamante com os outros e pretende traí-los na primeira oportunidade.

## Elenco
- Anselmo Duarte...Tenente Luís
- Odete Lara...Sá Lua
- Milton Ribeiro...Camura
- Aurélio Teixeira...Mestiço Kanau
- Ana Maria Nabuco...Tilde
- Ricardo Campos ...Daniel, o garimpeiro

## Premiação
- Odete Lara, venceu o Prêmio da Associação Brasileira dos Cronistas Cinematográficos, 1957 - RJ., como melhor atriz.
- Odete Lara, como melhor atriz, Fernando de Barros como melhor produtor,e José Mauro Vasconcelos por melhor argumento, vencendo o prêmio Governador do Estado de São Paulo, 1957 - SP.